# Залужный (посёлок)
Залужный — посёлок в Октябрьском районе Ростовской области.
Входит в состав Керчикского сельского поселения.

## География

### Улицы
- ул. 40 лет,
- ул. Балочная,
- ул. Данилова,
- ул. Молодёжная,
- ул. Садовая,
- ул. Советская,
- ул. Школьная,
- пер. Почтовый.

## Население
| 2010 |
| ---- |
| 325  |